# Какс (коммуна)
Какс (нем. Kaaks) — община в Германии, в земле Шлезвиг-Гольштейн. 
Входит в состав района Штайнбург. Подчиняется управлению Итцехё-Ланд.  Население составляет 407 человек (на 31 декабря 2010 года). Занимает площадь 8,56 км².